# Christopher Emden
Philipp Christopher Emden (* 28. April 1977) ist ein deutscher Politiker (parteilos, bis 2022 AfD). Von November 2017 bis November 2022 war er Mitglied des Niedersächsischen Landtages.

## Leben
Christopher Emden trat im Jahre 2016 in die AfD ein und wurde 2017 Präsident des niedersächsischen Landesschiedsgerichts der Partei. Bei der Landtagswahl 2017 wurde er über die AfD-Landesliste in den Niedersächsischen Landtag gewählt. 
Am 8. März 2020 trat er als Kandidat der AfD bei der Wahl des Landrates des Landkreises Hameln-Pyrmont an; er erhielt 8,9 Prozent der Stimmen und gelangte somit nicht in die Stichwahl.
Von September 2020 bis zu seinem Austritt im Juli 2022 war Emden stellvertretender Vorsitzender der AfD in Niedersachsen. Ab der Auflösung der AfD-Landtagsfraktion im September 2020 bis zum Ende der Legislaturperiode im November 2022 war Emden als fraktionsloser Abgeordneter tätig. Im Juli 2022 trat Emden aus der AfD aus. Zur Begründung gab er an, die Partei habe sich von ihren Grundsätzen und Leitbildern entfernt und sei immer weiter nach rechts gerückt. Durch ihre Radikalisierung werde die AfD zu einer Gefahr für Deutschland. Nach der Landtagswahl in Niedersachsen 2022 schied er aus dem Landtag aus.
Bis zu seiner Wahl in den Landtag war Christopher Emden als Richter am Amtsgericht Norden tätig. Seit Dezember 2023 ist er Richter am Amtsgericht Westerstede.
Er ist konfessionslos und hat mit seiner Partnerin zwei Kinder.